# GPR22

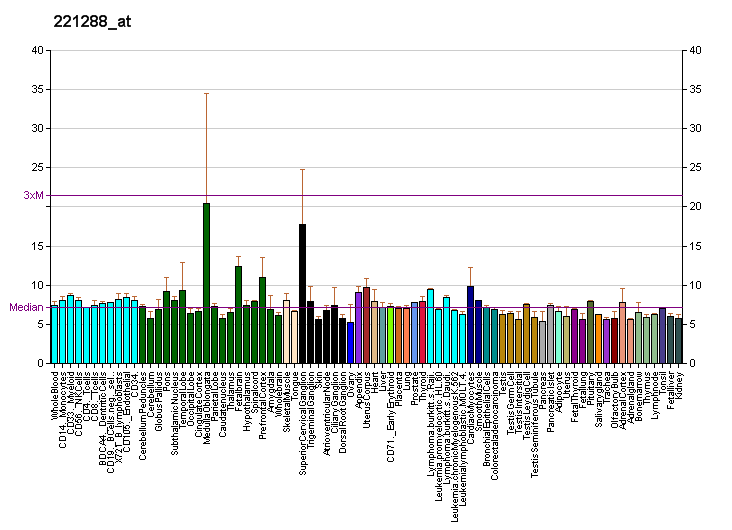
expresión del patrón del gen GPR22

El probable receptor 22 acoplado a proteína G es una proteína que en humanos está codificada por el gen GPR22.